# Hanna Sarkkinen
Hanna Maria Katariina Sarkkinen (ur. 16 kwietnia 1988 w Oulunsalo) – fińska polityk i samorządowiec, posłanka do Eduskunty, w latach 2021–2023 minister spraw społecznych i zdrowia.

## Życiorys
Kształciła się na Uniwersytecie w Oulu, gdzie studiowała m.in. historię nauki i idei. Magisterium uzyskała w 2014. Zaangażowała się w działalność polityczną w ramach Sojuszu Lewicy. W latach 2011–2013 była wiceprzewodniczącą organizacji młodzieżowej Vasemmistonuoret. Od 2016 do 2019 pełniła funkcję wiceprzewodniczącej swojego ugrupowania. W 2012 została radną w Oulu.
W 2015 po raz pierwszy uzyskała mandat deputowanej do fińskiego parlamentu. Z powodzeniem ubiegała się o reelekcję w wyborach w 2019 i 2023. W lipcu 2021 objęła stanowisko ministra spraw społecznych i zdrowia w rządzie Sanny Marin. Urząd ten sprawowała do czerwca 2023.